# Agapetus montanus
Agapetus montanus là một loài Trichoptera trong họ Glossosomatidae. Chúng phân bố ở miền Cổ bắc.